# Bitva u Bailénu
Bitva u Bailénu byla bitvou napoleonských válek. Střetla se v ní španělská a francouzská armáda. Bitvu vyhráli Španělé.

## Pozadí
V roce 1793 se Španělsko zapojilo do boje proti revoluční Francii. Tato účast nebyla úspěšná a Francouzi pronikli do Navarry a Aragónu. Tyto neúspěchy vedli k míru v Basileji, jenž byl uzavřen v roce 1795, kdy se Španělsko stalo závislým na Francii a nyní muselo válčit s Velkou Británií. Amienský mír pak připravil Španělsko o Trinidad.
Po vypuknutí Napoleónských válek se znovu ocitlo ve válce s Británií a v bitvách u Cape Finisterre a Trafalgaru přišlo o svou flotilu. Roku 1807 pak do Španělska vstoupila francouzská vojska, ale Španělé svůj nesouhlas dali brzy najevo. Výsledkem bylo povstání v Madridu na začátku května, které bylo krvavě potlačeno maršálem Muratem.
Po potlačení madridského povstání dospěl francouzský císař Napoleon k názoru, že může zvolit španělským králem, koho chce. 6. června nabídl španělskou korunu svému bratru Josefovi, který ji přijal, čímž Napoleon Španěly ještě více pobouřil a vyvolal tím dlouhou guerillovou válku.
Tehdy byl vyslán do Cádizu Dupontův sbor, který byl tehdy v Toledu. 3. června Dupont přešel pohoří Sierra Morena a 6. června došel ke Córdobě. Zde musel svést boj se španělskými jednotkami, kterému následovalo šestidenní plenění. Po něm se vydali znova na cestu, ale zprávy o povstání v Seville ho přinutily, aby se 17. června vydal proti proudu řeky Guadalquivir na Andújar, kde chtěl počkat na posily, o které požádal. Dupont došel do podhůří Sierry Moreny a zdržel se tam.
Tou dobou proti Dupontovi Španělé vyslali generála Castañose se silnou armádou v počtu 25 až 30 tisíc mužů a malou třítisícovou armádu generála Redinga.
Reding se k Francouzům přiblížil 14. července a obsadil Jaén. Téhož dne došlo ke střetu hlídek obou armád. Další den Reding neúspěšně napadl most v Mengibaru.
Tyto boje společně se zprávami o blížícím se Castañosovi přiměly Duponta zkoncentrovat své roztroušené síly v Andújaru. Poté vyslal generálu Vedelovi do Bailénu rozkaz, aby mu poslal posily. Vedel to však pochopil špatně a vydal se večer 15. července na jihozápad. U Mengibaru proto nechal jen dva a půl praporu pěchoty.

## Bitva
Ráno 16. července Reding zaútočil na Mengibar. Zde prorazil francouzskou obranu a obsadil špatně hájený Bailén. Z La Caroliny na něj zaútočil generál Gobert, byl však smrtelně zraněn a generál Dufour, jenž převzal velení, dal nakonec rozkaz k ústupu, přičemž netušil, že se z Bailénu stahují i Španělé.
Večer se o tomto boji dozvěděl Dupont. Ten vyslal k Bailénu zpět Vedelovu divizi, který nalezl Bailén vyklizený. Výpovědi zdejších obyvatel ho dovedly k přesvědčení, že Reding se vydal pronásledovat Dufourovu divizi a vydal se k La Carolině, kam Dufour ustoupil, ale Reding byl ve skutečnosti u Mengibaru.
18. července se Reding znovu vydal k Bailénu, který obsadil, čímž odřízl Dupontovi ústupovou cestu a celou francouzskou armádu rozdělil na dvě části. Toho dne se Dupont začal kolem desáté večer z Andajúru stahovat k Bailénu, o němž nevěděl že je v rukou Španělů.
19. července ve tři ráno došly první francouzské jednotky (konkrétně prapor Christen) k mostu přes potok Rumblar. Zde se střetli se španělskými vojáky a došlo k boji. Praporu Christen se s Chabertovou brigádou sice povedlo probít přes tyto pozice, ale před Bailénem ho zastavila španělská děla. Teprve v osm hodin, po příchodu brigády generála Schramma, postup pokračoval. Schramm dobyl určitá postavení, ale španělská obrana mu odolala. Dupont proto vydal Christenovu praporu rozkaz, aby podpořil Schrammův útok na pravém křídle. Zde však proti Christenovi stálo Švýcarsko[zdroj⁠?!] a jelikož se v jeho praporu také byli Španělé, vojáci odmítli bojovat. Tento prapor tak byl převelen na střed francouzských pozic.
Čtvrtý útok byl veden samotným Dupontem, ale skončil dalším neúspěchem. Když poté Dupont vyzýval vojáky k dalšímu útoku, nikdo nereagoval. Vojáci začali opouštět své pozice a Švýcaři přešli ke Španělům. Navíc se od Andajúru blížil generál Castaños. Dupont se rozhodl uzavřít příměří.
Dvě hodiny poté zaútočil generál Vedel na San Cristóbal. Útok neukončil, ani když na něho Španělé volali: „Příměří. Náš generál a generál Dupont uzavřeli příměří!“ Nápor zastavil, až když k němu dorazil Dupontův pobočník, který mu oznámil, že nařídil zastavení palby.

## Kapitulace

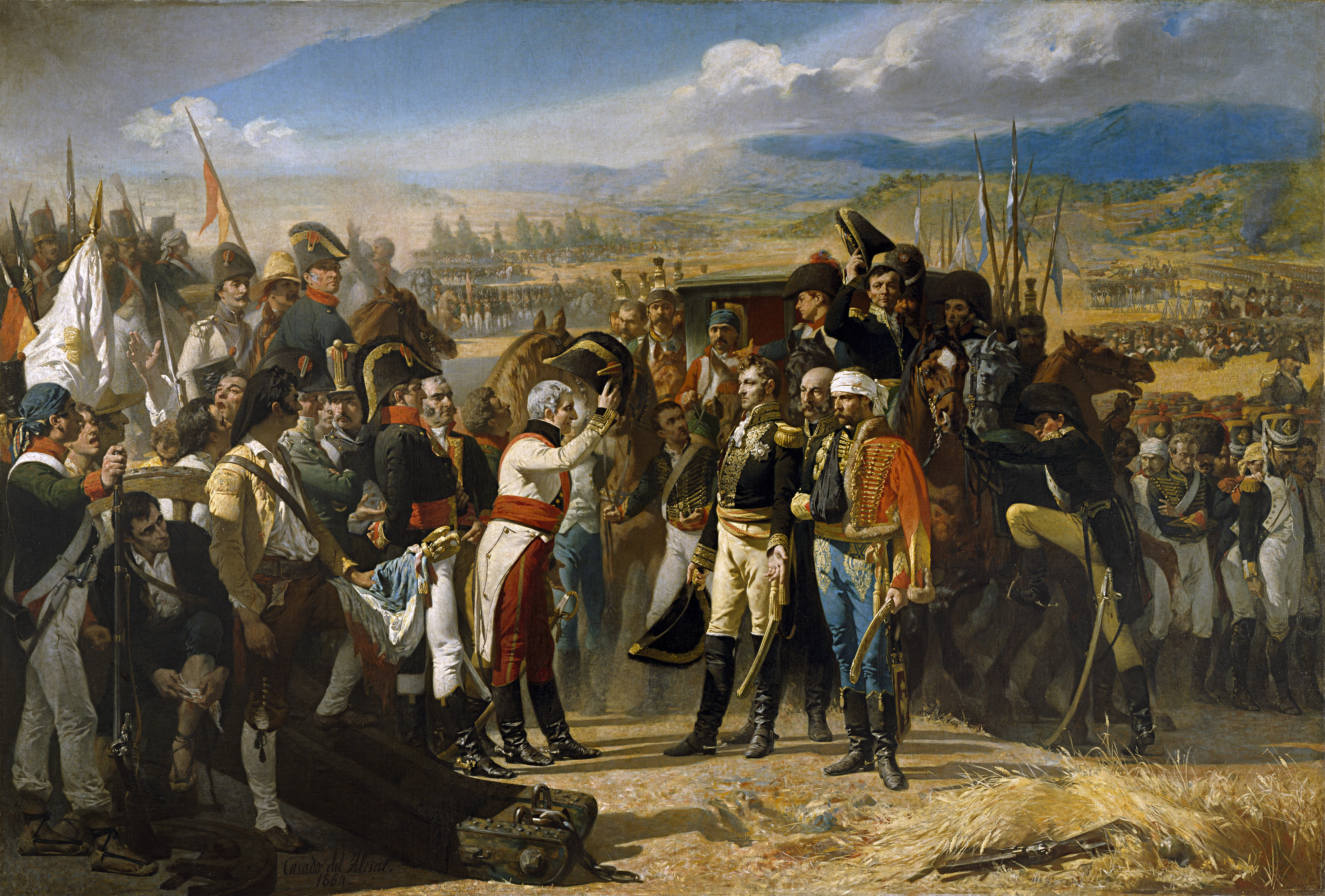
Kapitulace u Bailénu

Tehdy zahájil Dupont s Castaňosem jednání o podmínkách kapitulace. Situaci však zkomplikoval generál Vedel, když odmítl kapitulovat a zahájil pochod zpět na La Carolinu. Castaňos reagoval výhrůžkou, že postřílí celou jeho divizi, když se Vedel nevrátí.
Dupontovi se nakonec povedlo Vedela přesvědčit, aby kapituloval. 22. července Francouzi kapitulovali. Další osud francouzských vojáků od Bailénu nebyl záviděníhodný. Do Francie byli repatriováni Dupont, Vedel a několik dalších. Ostatní čekaly pontony[zdroj?] nebo pobyt na ostrově Cabrera, kde panovaly podmínky koncentračního tábora, a vrátili se domů až roku 1814.

## Následky
Bitva u Bailénu byla první vážnou pozemní porážkou francouzské armády během napoleonských válek. Pro Napoleona šlo o těžkou ránu a pro jeho nepřátele o signál, že ho lze porazit.
Generál Castaños později dostal titul vévody z Bailénu, zatímco Dupont upadl do nemilosti.